# Antonio Reque
Antonio "Toño" Reque Ascimani (La Paz, Bolivia; 12 de noviembre de 1970-Santa Cruz de la Sierra, Bolivia; 30 de agosto de 2017) fue un actor de teatro y cine boliviano.

## Trayectoria profesional
Antonio Reque se tituló en 1999 en el Taller Nacional de Teatro (Ex INMAE), fue fundador del Elenco Teatral Dramagos y miembro del Elenco Nacional del Viceministerio de Cultura y Deporte de Bolivia. Participó en más de veinte obras de teatro como actor y en nueve como director, entre las que destacan “Batman: La Broma Asesina”, “Adictos Anónimos”, “Los Irreverentes”, “Hellblazer”, “Un vaso de agua” y “Polisemia de la Condena”. 
Fue docente del Taller Nacional de Teatro de las materias de Interpretación II y Director del Taller de Teatro de la Universidad Privada Boliviana.
Actuó también en cine, como coprotagonista en las películas “Alma y el Viaje al Mar” (2003) y la “La Ley de la Noche” (2005).
En televisión fue protagonista de la teleserie “3 de nosotr@s” (2001), y participó en varios spots publicitarios.
Se tituló también en Psicología por la Universidad Católica de San Pablo en La Paz, fue activista, ecologista, músico; trabajó en varios proyectos en prevención de riesgos y en Psicólogos sin Fronteras; fue también fundador y presidente de la Fundación de Alternativas Sociales y Ecológicas - FASE.

## Fallecimiento
Antonio Reque padeció de cáncer y falleció a la edad de 46 años. En 2013 diferentes personalidades artísticas y culturales bolivianas organizaron una velada artística de solidaridad denominada "Arte Sano" en la ciudad de Santa Cruz para ayudar a cubrir los gastos del tratamiento médico; en este evento participaron entre otros Piraí Vaca; el Proyecto Bufo, de Alejandro Molina; el ensamble de cuerdas Zípoli; el quinteto de vientos Consonare; Ramiro Mier, el quinteto de clarinetes Santa Cruz; Chaplin Latino, el ensamble de percusión Pachucos; Casa Teatro y la Camerata del Oriente; de esta iniciativa surgiría luego el "Movimiento Arte Sano" que busca la creación de un seguro médico para los artistas en Bolivia.

## Filmografía
- Alma y el viaje al mar (2003)
- La ley de la noche (2005)

## Teatro
- “Batman: La Broma Asesina”
- “Adictos Anónimos”
- “Los Irreverentes”
- “Hellblazer”
- “Un vaso de agua”
- “Polisemia de la Condena”